# William John Scripps
Pour les articles homonymes, voir Scripps.
William John Scripps (1905-1965) était un journaliste et homme d'affaires américain du Michigan.

## Biographie
Né en 1905 à Détroit (Michigan), il est le dernier fils de James Edmund Scripps, qui naît un an avant sa mort à 71 ans. Avec son frère aîné William Edmund Scripps (1882-1952), malgré un écart d'âge de 23 ans, il a fondé en 1920 à Détroit la radio WWJ, appelée aussi Newsradio 950, qui fut la première station de radio d'information continue. La radio, toujours en activité et membre du réseau CBS, porte le nom de leurs initiales réunies : WWJ.
William John Scripps n'a que 15 ans à la création de WWJ. Il est passionné de radio depuis le début de son adolescence, pratiquant cette activité en amateur dans les locaux de l'entreprise familiale. Devenu adulte, il a été l'un des dirigeants de l'Evening News Association, qui regroupe de nombreux quotidiens, dont The Detroit News, le journal fondé en 1873 par son père, sous le nom de The Evening News. Son beau-frère, George G. Booth, était le premier dirigeant du groupe familial, à ses côtés.